# Sacy (Yonne)
Sacy è un comune francese di 212 abitanti situato nel dipartimento della Yonne nella regione della Borgogna-Franca Contea.

## Società

### Evoluzione demografica
Abitanti censiti